# Mustapha Khouili
Mustapha Khouili – marokański zapaśnik walczący w stylu wolnym. Brązowy medalista mistrzostw Afryki w 2008 i mistrzostw śródziemnomorskich w 2010 roku.